# Constitution sud-africaine de 1996
Lire en ligne

Lire sur le site du Gouvernement

Constitution sud-africaine de 1993
La Constitution de l’Afrique du Sud (en afrikaans Grondwet van Suid-Afrika, en anglais Constitution of South Africa) est la norme suprême d'Afrique du Sud. Elle est la base de l’existence de la République, énonce les droits et devoirs de ses citoyens, et définit la structure organique de l'État sud-africain. L'actuelle constitution, la cinquième de l’État sud-africain, fut élaborée par le Parlement élu en 1994 lors des premières élections non-discriminatoires. Elle fut promulguée par le président Nelson Mandela le 10 décembre 1996 et est entré en vigueur le 4 février 1997, afin de remplacer la Constitution provisoire de 1993.
Depuis 1996, la Constitution a été amendée 17 fois (dernier amendement en février 2013).

## Précédentes Constitutions
Le South Africa Act, une loi du Parlement du Royaume-Uni qui unifia quatre colonies britanniques — la colonie du Cap, la colonie du Transvaal, la colonie de la rivière Orange et la colonie du Natal — dans l'Union d'Afrique du Sud, un dominion autonome avec un Premier ministre comme chef de gouvernement responsable devant le Parlement.
La Constitution sud-africaine de 1961 transforma l'Union en République, remplaçant la Reine par un Président de l’État de la république d'Afrique du Sud. Le système parlementaire de Westminster est préservé.
La Constitution sud-africaine de 1983 créa le Parlement tricaméral, avec une chambre séparé pour les Blancs, les Coloured et les Indiens mais sans chambre pour les Noirs. La fonction protocolaire de Président de l’État et celle exécutive de Premier ministre furent amalgamés dans celle du chef de l’État.
La Constitution de la République d'Afrique du Sud de 1993 — ou Constitution intérimaire — fut introduite à la suite de la fin de l'apartheid pour établir une assemblée constituante . Elle introduisit notamment le suffrage universel, la suprématie de la Constitution et la Charte des droits et libertés et érigea ou édicta plusieurs autres principes à valeur constitutionnelle (multipartisme, décentralisation des pouvoirs, l'égalité de tous devant la loi, la séparation des pouvoirs, la diversité des langues et des cultures).

## Sources
- (en) Cet article est partiellement ou en totalité issu de l’article de Wikipédia en anglais intitulé « Constitution of South Africa » (voir la liste des auteurs).

## Compléments